# Сілецький Віктор Петрович
Сілецький Віктор Петрович (7 січня 1950 — 21 грудня 2018) — член Народної партії; багаторічний директор агрофірми радгоспу «Білозерський»; депутат Херсонської облради (2006—2010).

## Життєпис
Народився 7 січня 1950 (смт Білозерка, Херсонська область).

### Освіта
Херсонський сільськогосподарський інститут (1976), вчений агроном; кандидатська дисертація «Ефективність вирощування озимої пшениці за ярими капустяними культурами на зрошуваних землях Півдня України» (Херсонський державний аграрний університет, 2003).
З 1979 — директор радгоспу «Білозерський» Херсонської області.
Почесний професор Херсонського державного аграрного університету.

## Нагороди
- Заслужений працівник сільського господарства України (02.1998).
- Ордени: «Знак Пошани» (1976), Жовтневої революції (1991).
- Герой України (з врученням ордена Держави, 12.11.2003).